# Котлубань (река)
Котлубань (балка Котлубань) — река в России, протекает по Цимлянскому району Ростовской области. Правый приток Цимлы, в настоящее время впадает в Цимлянское водохранилище.

## География
Река начинается в балке Котлубань и течёт на юго-восток. На Котлубани находятся населённые пункты Антонов, Калининская и Карнауховский. После заполнения Цимлянского водохранилища Котлубань стала впадать в него, длина реки составляет 26 км.

## Данные водного реестра
По данным государственного водного реестра России относится к Донскому бассейновому округу, водохозяйственный участок реки — Дон от города Калач-на-Дону до Цимлянского гидроузла, без реки Чир, речной подбассейн реки — Дон между впадением Хопра и Северского Донца. Речной бассейн реки — Дон (российская часть бассейна).
Код объекта в государственном водном реестре — 05010300912107000010349.